# Emmitt Thomas
Emmitt Earl Thomas (Angleton, 3 giugno 1943) è un ex giocatore di football americano e allenatore di football americano statunitense che attualmente allena la linea secondaria dei Kansas City Chiefs nella National Football League (NFL). Da giocatore ha passato tutta la carriera coi Chiefs con cui ha vinto il Super Bowl IV e di cui detiene il record di intercetti in carriera con 58. È stato inserito nella Pro Football Hall of Fame nel 2008.

## Carriera professionistica
Thomas firmò coi Kansas City Chiefs della American Football League come free agent non scelto nel Draft. Thomas fu nominato All-Star della AFL nel 1968 e convocato per il Pro Bowl della NFL 4 volte (1971, 1972, 1973, 1975) dopo che i Chiefs si unirono alla NFL dopo la fusione tra le due leghe del 1970. Nel 1969 guidò le due leghe con 9 intercetti ritornati per 146 yard e un touchdown, contribuendo alla vittoria del campionato AFL e del Super Bowl IV quando i Chiefs batterono 23-7 i Minnesota Vikings, gara in cui mise a segno un intercetto. Nel 1974, Thomas guidò la NFL in intercetti (12), yard ritornate (214) e touchdown su ritorno (2.
Thomas si ritirò dopo tredici stagioni concludendo con 58 intercetti ritornati per 937 yard e 5 touchdown, oltre a recuperare 4 fumble. Il 2 agosto 2008 fu inserito nella Pro Football Hall of Fame.
Smessi i panni del giocatore, Thomas fu nello staff degli allenatori di diverse squadre della NFL, in particolare vinse altri due Super Bowl mentre era allenatore dei wide receiver e dei defensive back dei Washington Redskins tra il 1986 e il 1984.

## Vittorie e premi
- Vincitore del Super Bowl IV (oltre ai Super Bowl XXII e XXVI come allenatore)
- (5) Pro Bowl (1968, 1971, 1972, 1974, 1975)
- (2) First-team All-Pro (1974, 1975)
- (2) Second-team All-Pro (1969, 1971)
- (2) Leader della NFL in intercetti (1969, 1974)
- Numero 17 ritirato dai Chiefs
- Pro Football Hall of Fame (classe del 2008)

## Statistiche
Giocatore
| Partite totali    | 181 |
| Intercetti fatti  | 58  |
| Fumble recuperati |     |
| Touchdown         | 5   |

Record da capo-allenatore
| Squadra | Anno   | Stagione regolare | Stagione regolare | Stagione regolare | Stagione regolare | Stagione regolare                  | Playoff | Playoff | Playoff   |
| Squadra | Anno   | Vinte             | Perse             | Pareggiate        | Posizione         | Risultato                          | Vinte   | Perse   | Risultato |
| ------- | ------ | ----------------- | ----------------- | ----------------- | ----------------- | ---------------------------------- | ------- | ------- | --------- |
| ATL     | 2007   | 1                 | 2                 | 0                 | 4º NFC South      | Ad interim per le ultime 3 partite | -       | -       | -         |
| Totale  | Totale | 1                 | 2                 | 0                 | -                 | -                                  | 0       | 0       | -         |